# Kristina Lundberg
Kristina Lundberg, född 10 juni 1985 i Husum i Grundsunda församling, är en före detta svensk ishockeyspelare. Hennes moderklubb är Husum HK.